# Малама, Павел Николаевич
Па́вел Никола́евич Мала́ма (1860 — не ранее 1918) — полтавский земский деятель, кременчугский уездный предводитель дворянства, член III Государственной думы от Полтавской губернии.

## Биография
Православный. Из потомственных дворян. Землевладелец Кременчугского уезда (1000 десятин).
Окончил Петровский Полтавский кадетский корпус (1878) и Николаевское кавалерийское училище (1880), откуда выпущен был корнетом в лейб-гвардии Уланский Его Величества полк. Прослужив в полку более семи лет, вышел в отставку в чине штабс-ротмистра и поселился в своем родовом имении Крынки, где занялся сельским хозяйством и общественной деятельностью. Был президентом Полтавского сельскохозяйственного общества, председателем общества птицеводства и редактором полтавской газеты «Хуторянин». Избирался гласным Кременчугского уездного, Хорольского уездного и Полтавского губернского земских собраний, а также почетным мировым судьей. В 1898—1901 годах состоял Кременчугским уездным предводителем дворянства.
В губернском земстве был председателем ревизионной комиссии. С 1905 года состоял гласным Полтавской городской думы, в которой был председателем исполнительной комиссии по народному образованию. Кроме того, состоял и. д. председателя попечительного совета Полтавской Мариинской женской гимназии и председателем педагогического совета художественно-ремесленной школы имени С. С. Хрулева.
В 1907 году был избран членом Государственной думы от Полтавской губернии. Входил во фракцию «Союза 17 октября». Состоял товарищем председателя распорядительной комиссии, а также членом комиссий по исполнению государственной росписи доходов и расходов, по переселенческому делу. 19 мая 1908 года отказался от звания члена ГД.
В январе 1918 года был арестован большевиками. Дальнейшая судьба неизвестна.

## Семья
Был женат на Елизавете Ивановне Булюбаш (1865—после 1914), дочери Ивана Петровича Булюбаша. В 1901 году она была избрана попечительницей Полтавской Общины сестер милосердия. В 1903 году, по её инициативе, была приобретена усадьба для общины и 1909 году построено здание для лечебницы общины сестер милосердия. Награждена медалью Красного Креста за русско-японскую войну, Петровской медалью и знаком отличия Красного Креста.